# 지구자기역전

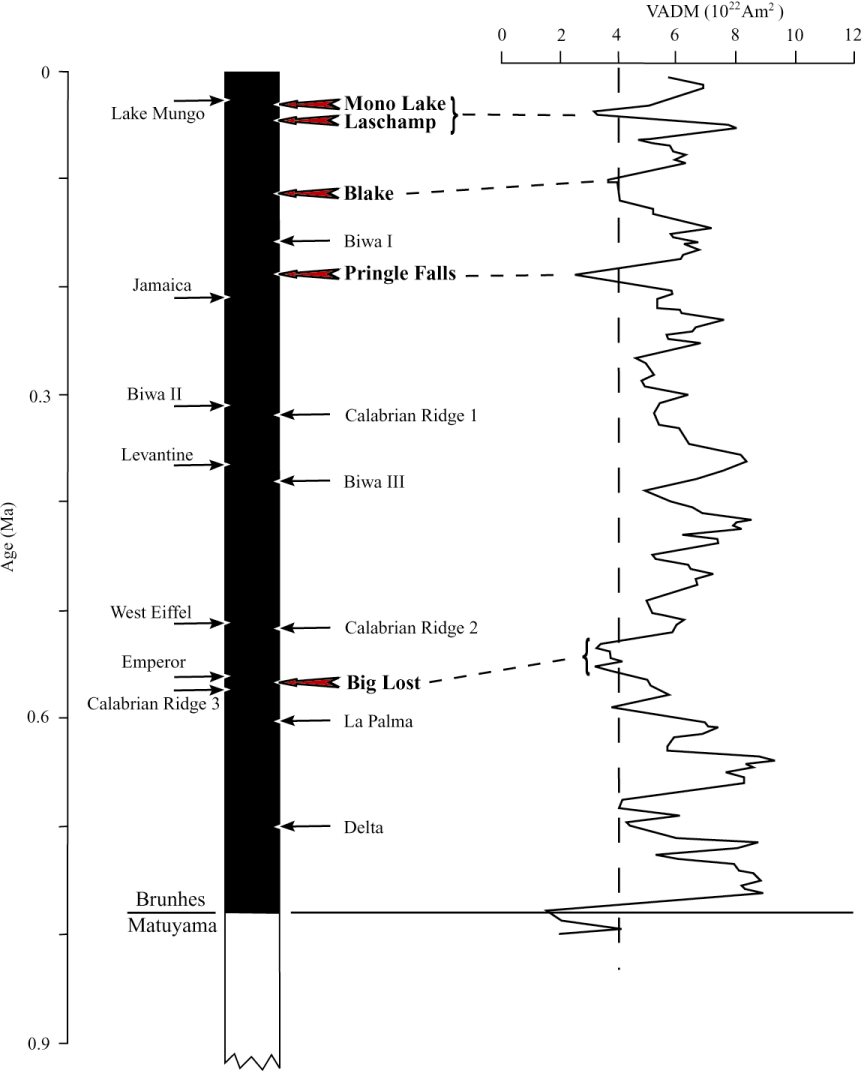

지구자기역전은 지구 자기의 방향이 역전하는 일이다. 현재의 지구자기에서는 자침의 N극은 거의 북쪽을 가리키지만, 과거에는 반대로 남쪽을 가리켰던 시기가 여러 차례 있었다는 사실이 암석의 잔류자기(자기화석)의 연구를 통해 밝혀지고 있다. 최근의 500만년 동안 여러 차례 역전되었는데, 이러한 역전현상이 가장 잘 보존된 곳은 태평양과 대서양 등의 해저퇴적암과 여러 차례의 화산폭발에 의해 형성된 화산들로서 해저확장설과 용암이 분출한 순서·시기를 추정하는 데 이용되고 있다.
그리고 지구자기역전의 주기는 일정하지 않으며, 4천만년 동안 역전이 일어나지 않았던 시기도 있는가 하면, 수 십만년에 한번씩 발생하기도 했다. 지구자기역전이 일어나는 동안 자기장이 정상적인 상태의 10-20%로 감소하여 비쌍극자기장이 우세하게 나타나다가 반대방향으로 자기장의 세기가 증가하며, 최근 200년간 지구자기장의 세기가 지속적으로 감소하는 추세라고 한다 이 상태가 이어져 지구자기장이 매우 약해지면 태양풍 및 우주선(cosmic ray)가 지구대기권에 도달하는 시간이 길어지고 양이 많아짐에 따라 지구의 생태계에 악영향을 야기할 수 있다.

## 같이 보기
- 자기이상